# Yoane Wissa
Yoane Wissa, född 3 september 1996 i Épinay-sous-Sénart, Frankrike, är en kongolesisk fotbollsspelare som spelar för Brentford i Premier League.

## Klubbkarriär
Den 10 augusti 2021 värvades Wissa till Brentford, där han skrev på ett fyraårskontrakt med option på ytterligare ett år.

## Landslagskarriär
Wissa debuterade för Kongo-Kinshasas landslag den 9 oktober 2020 i en 3–0-förlust mot Burkina Faso.